# Giuseppe Farina
Emilio Giuseppe „Nino” Farina (Torino, 1906. október 30. – Aiguebelle, 1966. június 30.) olasz autóversenyző.
Az 1906-ban született olasz Emilio Giuseppe „Nino” Farina volt a Formula–1 első világbajnoka 1950-ben: az Alfa Romeóval három futamot nyert. Túraversenyeken indult az 1930-as években, majd kipróbált egy Maseratit pályaversenyen.
Tazio Nuvolari vezette be a „profi” vezetés rejtelmeibe. Ennek eredményeként 1937-ben, 1938-ban és 1939-ben is olasz bajnok lett. Az így szerzett előnnyel a második világháború után már 1950-ben sikert ért el. Stílusát példaként említették a fiataloknak.
Mivel 1951-ben lemaradt csapattársa Juan Manuel Fangio mögött, így 1952-ben a Ferrarihoz igazolt, ahol Alberto Ascari árnyékában versenyzett. 1954-ben kigyulladt az autója egy világbajnokságon kívüli versenyen. 1955-ben visszatért, de nem bírta a fájdalmakat, így a szezon közepén visszavonult. Később kipróbálta az IndyCart, de végleg abbahagyta a versenyzést.
1966-ban halt meg egy közúti balesetben a franciaországi Chambéryben, miközben a francia nagydíjra tartott.

## Teljes Formula–1-es eredménysorozata
(Táblázat értelmezése)

(Félkövér: pole-pozícióból indult; dőlt: leggyorsabb kört futott) 

| Év   | Csapat     | 1       | 2      | 3      | 4      | 5      | 6      | 7      | 8     | 9     | Helyezés | Pont    |
| ---- | ---------- | ------- | ------ | ------ | ------ | ------ | ------ | ------ | ----- | ----- | -------- | ------- |
| 1950 | Alfa Romeo | GBR 1   | MON Ki | 500    | SUI 1  | BEL 4  | FRA 7  | ITA 1  |       |       | 1.       | 30      |
| 1951 | Alfa Romeo | SUI 3   | 500    | BEL 1  | FRA 5  | GBR Ki | GER Ki | ITA 3* | ESP 3 |       | 4.       | 19 (22) |
| 1952 | Ferrari    | SUI Ki  | 500    | BEL 2  | FRA 2  | GBR 6  | GER 2  | NED 2  | ITA 4 |       | 2.       | 24 (27) |
| 1953 | Ferrari    | ARG Ki  | 500    | NED 2  | BEL Ki | FRA 5  | GBR 3  | GER 1  | SUI 2 | ITA 2 | 3.       | 26 (32) |
| 1954 | Ferrari    | ARG 2   | 500    | BEL Ki | FRA    | GBR    | GER    | SUI    | ITA   | ESP   | 8.       | 6       |
| 1955 | Ferrari    | ARG 2** | MON 4  | 500    | BEL 3  | NED    | GBR    | ITA Ni |       |       | 5.       | 10.33   |

* A helyezést Felice Bonettóval közösen kapta.
** A futamon Farina mind másodikként (José Froilán Gonzálezzel és Maurice Trintignant-nel együtt), mind pedig harmadikként (Trintignant-nel és Umberto Magliolival együtt) fejezte be. A helyezésekkel járó pontokat egy a háromhoz arányban osztották szét a versenyzők között.